# Dimensionsformel
Die Dimensionsformel entstammt dem mathematischen Teilgebiet der linearen Algebra. Sie gibt an, wie sich die Dimension der Summe zweier endlichdimensionaler Untervektorräume {\displaystyle V_{1}}, {\displaystyle V_{2}} eines größeren Vektorraumes berechnen lässt:
{\displaystyle \dim \left(V_{1}+V_{2}\right)=\dim V_{1}+\dim V_{2}-\dim \left(V_{1}\cap V_{2}\right)}
Sie folgt unmittelbar aus dem Rangsatz.
Einen Spezialfall stellt die Situation {\displaystyle V_{1}\oplus V_{2}=V_{1}+V_{2}} dar (siehe Direkte Summe). Die Dimensionsformel reduziert sich in diesem Fall auf
{\displaystyle \dim \left(V_{1}+V_{2}\right)=\dim V_{1}+\dim V_{2},}
da für eine direkte Summe gilt
{\displaystyle V_{1}\cap V_{2}=\{0\}.}
Der Untervektorraum, den der Schnitt von {\displaystyle V_{1}} und {\displaystyle V_{2}} darstellt, ist somit der Nullvektorraum, dessen Dimension gleich Null ist.
Ist {\displaystyle V_{1}} oder {\displaystyle V_{2}} unendlichdimensional, so ist es nicht mehr möglich die Subtraktion auszuführen. Es gilt jedoch in jedem Fall
{\displaystyle \dim \left(V_{1}+V_{2}\right)\geq \max\{\dim V_{1},\dim V_{2}\}}
und
{\displaystyle \dim \left(V_{1}+V_{2}\right)\leq \dim \left(V_{1}\oplus V_{2}\right)=\dim V_{1}+\dim V_{2}}.
Da für zwei Kardinalzahlen, von denen zumindest eine unendlich ist, die Summe gleich dem Maximum der beiden ist, ist also in dem Fall, dass einer der beiden Teilräume unendlichdimensional ist, {\displaystyle \dim \left(V_{1}+V_{2}\right)=\max\{\dim V_{1},\dim V_{2}\}}.